# Jlebodarovski
Jlebodarovski (del ruso: Хлебодаровский) es un jútor del raión de Labinsk del krai de Krasnodar, en el sur de Rusia. Está situado en la orilla derecha del río Chamlyk, de la cuenca del río Kubán a través del Labá, 17 km al este de Labinsk y 160 km al sureste de Krasnodar, la capital del krai. Tenía 83 habitantes en 2010
Pertenece al municipio Voznesénskoye.